# Santíssimo Nome de Maria no Foro Traiano (diaconia)
Santíssimo Nome de Maria no Foro Traiano (em latim, Ss. Nominis Mariae ad forum Traiani) é uma diaconia instituída em 29 de abril de 1969 pelo Papa Paulo VI. Sua igreja titular é Santissimo Nome di Maria al Foro Traiano.

## Titulares protetores
- Sergio Guerri (1969-1979); título pro illa vice (1979-1992)
- Darío Castrillón Hoyos (1998-2008); título pro hac vice (2008-2018)
- Mauro Gambetti, O.F.M.Conv. (2020-)